# Flan chino

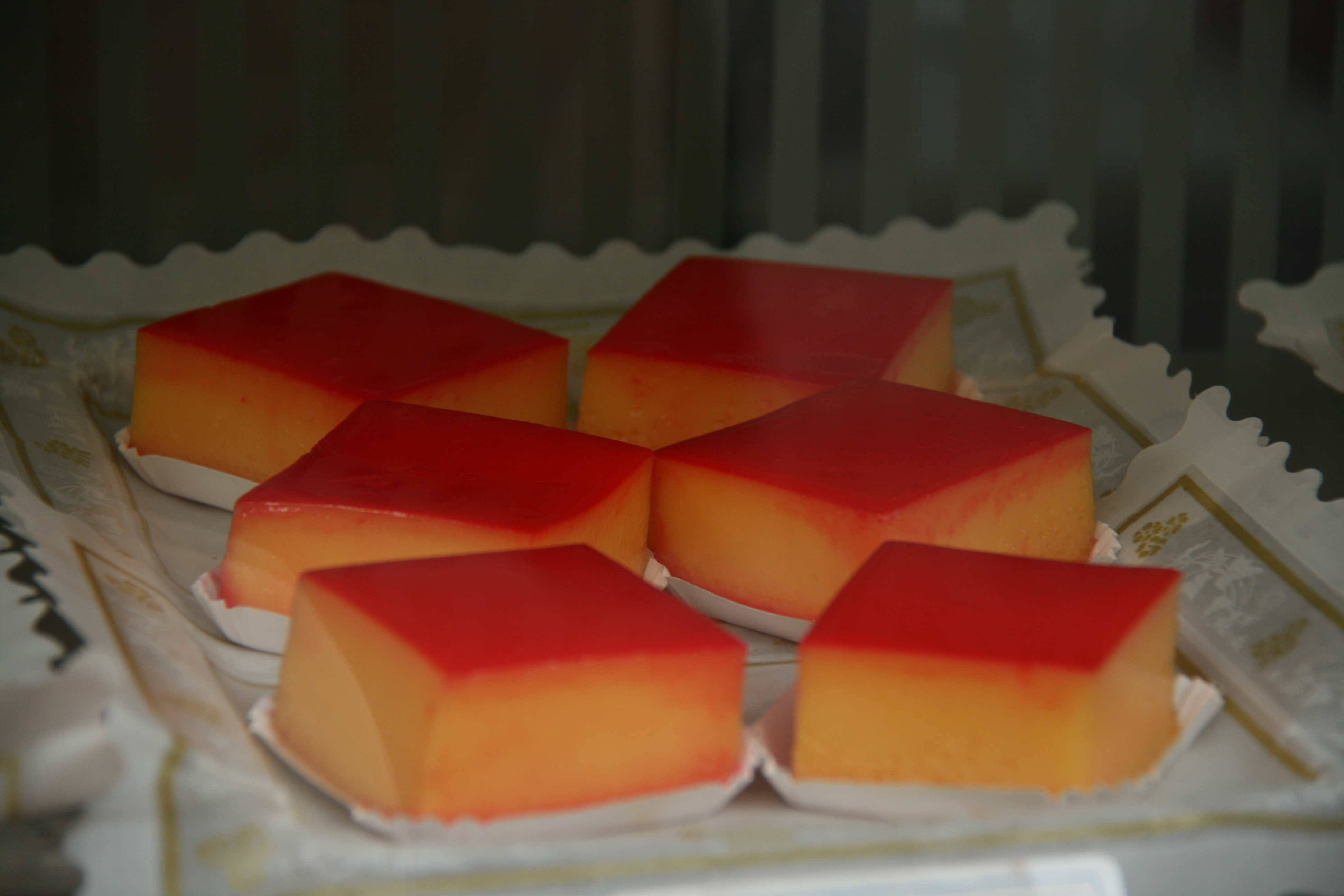
Flanes chinos, elaborados con caramelo coloreado de carmín.

El flan chino es un postre de huevo de forma rectangular y se encuentra por su elaboración entre el flan y el tocino de cielo. Fue desde mucho tiempo una sencilla preparación de pastelería, hasta que en España apareció una marca en la década de 1950 que la comercializó con la denominación "Flan Chino Mandarín", propiedad de la compañía transnacional Dr. Oetker desde 2010. 

## Historia
Se desconoce el origen de este plato que se hizo tan popular en la España de finales del siglo XIX y comienzos del XX. En los años cincuenta se puso de moda una marca de flanes de sobre denominado Flan chino mandarín cuyo creador fue Alfredo Valdés García, probablemente el químico visionario más conocido en la historia económica española, en el que se sustituye la fécula de los densos flanes por la levísima red de agar agar y aroma a vainilla.

## Características
Tradicionalmente se ha presentado en forma de cuadrados o lingotes, si bien no es extraño encontrar este dulce en otros formatos. Para prepararlo, se cuece en moldes grandes para ser luego cortados. El fondo del molde se rellena de una capa de caramelo. La cocción perfecta se debe hacer al vapor y tras la cocción se deja enfriar y se vuelca sobre un papel mojado, sirviéndose en porciones individuales de papel o papel aluminio desechables. 